# Ng Tung Ho
Ng Tung Ho (kinesiska: 梧桐河) är ett vattendrag i Hongkong (Kina). Det ligger i den norra delen av Hongkong.